# Glauco Sansovini
Glauco Sansovini (Rocca San Casciano, 20 maggio 1938 – Borgo Maggiore, 21 maggio 2019) è stato un politico sammarinese.

## Biografia
Nato da famiglia sammarinese, dopo aver lavorato in varie aziende private andò in pensione nel 2000 e poco dopo entrò in politica fondando nel 2001 Alleanza Nazionale Sammarinese. Risultò eletto nel Consiglio Grande e Generale nel 2001, nel 2006 e nel 2008. Fece anche parte del Consiglio dei XII e nel 2008 insieme ai Popolari Sammarinesi diede origine al nuovo partito dell'Unione dei Moderati. Dal 1º aprile al 1º ottobre 2010 fu, con Marco Conti, capitano reggente di San Marino. Il 1º ottobre 2013 fondò il Movimento Sammarinese Destra Sociale.